# Marine Parade Community Building
Marine Parade Community Building (en chino simplificado, 马林百列社区综合大厦; pinyin, Mǎlín Bǎiliè shèqū zhōnghé dàshà) es un edificio comunitario ubicado en Marine Parade, Singapur. Inaugurado el 6 de marzo de 2000, alberga el Centro Comunitario de Marine Parade y la Biblioteca Pública de Marine Parade, antes separados, así como un grupo de artes escénicas, The Necessary Stage. Diseñado por William Lim Associates, una de las características distintivas del edificio de estilo posmoderno es el revestimiento mural llamado Texturefulness of Life, la obra de arte de instalación más grande de Singapur.

## Historia
El edificio actual se encuentra en un terreno recuperado primero ocupado por el Centro Comunitario Marine Parade, que fue construido a principios de la década de 1980 y luego renombrado como Club Comunitario Marine Parade. En marzo de 1995, la Asociación Popular (PA) anunció planes para gastar 9,56 millones de dólares singapurenses para mejorar 54 centros comunitarios y clubes que tenían más de diez años, agregando instalaciones como ascensores, estudios de baile, salas de karaoke y aire acondicionado multiusos. salas de actividades, para hacer los centros comunitarios más amigables, con oficinas y áreas de recepción de concepto abierto.
En junio de 1995, el entonces primer ministro Goh Chok Tong le pidió a la PA que estudiara la idea de que los centros comunitarios compartieran sus instalaciones con otros usuarios civiles, como bibliotecas, oficinas gubernamentales y desarrollos comerciales. Goh, quien también es miembro del Parlamento para el Distrito Electoral de Representación del Grupo Marine Parade, sugirió combinar el Club Comunitario Marine Parade, que estaba programado para ser actualizado, con la sucursal de la Biblioteca Nacional en Marine Parade, en un edificio de seis pisos con tres pisos para el club comunitario y tres para la biblioteca. En junio de 1996, Wong Kan Seng, vicepresidente de la PA, anunció que debido a la escasez de tierras en Singapur, ocho de los centros comunitarios remodelados, incluido el Marine Parade Community Club, se ubicarían con otros usuarios civiles.
Como el club comunitario tuvo que pagar el 30% del costo de la mejora, se llevaron a cabo varias actividades de recaudación de fondos para la remodelación. Estas actividades, que incluyeron conciertos de música, torneos de golf y ciclones, recaudaron un total de 6 millones de dólares singapurenses. El antiguo edificio del club fue demolido en 1997 y la construcción del Marine Parade Community Building comenzó el mismo año. SAL Construction fue el principal contratista del proyecto. Construido a un costo de 30 millones de dólares singapurenses, el nuevo edificio se completó en enero de 2000 y se abrió al público el 6 de marzo de ese año. Fue inaugurado oficialmente por Goh Chok Tong el 28 de mayo de ese año.

## Instalaciones

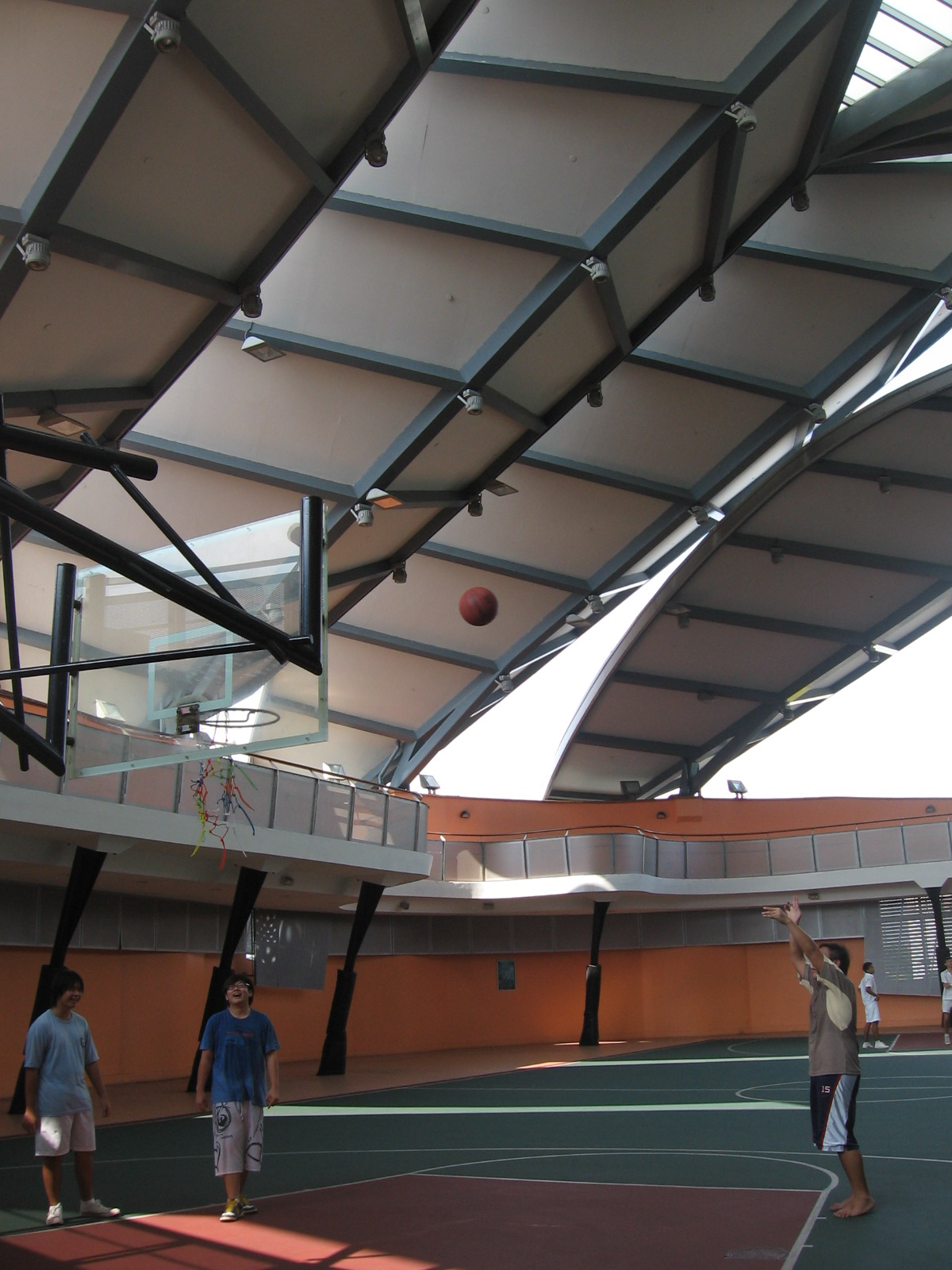
El edificio de la comunidad Marine Parade tiene una cancha de baloncesto cubierta en la azotea. El techo se asemeja a las hojas de una palmera.

El Marine Parade Community Building alberga actualmente el Club Comunitario de Marine Parade, la Biblioteca Comunitaria de Marine Parade y una compañía de teatro profesional, The Necessary Stage. También originalmente tenía un café Starbucks al aire libre en la planta baja.

### Club Comunitario Marine Parade
Inaugurado el 6 de marzo de 2000, el Marine Parade Community Club está equipado con un gimnasio con paredes de vidrio con vistas a parte de East Coast Parkway, una cancha de baloncesto cubierta en la azotea y un pabellón deportivo con aire acondicionado. También hay un teatro con capacidad para 263 asientos, una terraza en la azotea para reuniones y salas de música, estudio y actividades.

### Biblioteca pública Marine Parade
Inaugurada el 10 de noviembre de 1978, la biblioteca comunitaria de Marine Parade estaba ubicada originalmente en el centro de la ciudad antes de trasladarse a sus nuevas instalaciones en el edificio comunitario. Es la segunda biblioteca pública más antigua de Singapur y la única construida en terrenos recuperados. Comenzó a trasladarse por etapas al edificio de la comunidad en abril de 2000 y fue inaugurada oficialmente por Goh Chok Tong el 28 de mayo de ese año. La de Parade es la primera biblioteca pública en Singapur que se aloja junto con un club comunitario y un grupo artístico. El antiguo local de la biblioteca fue renovado para un supermercado NTUC FairPrice.
La biblioteca se distribuye en cuatro pisos del edificio comunitario Marine Parade, con una superficie de 3500 m². Como es una de las primeras bibliotecas del vecindario, todo el segundo piso es alberga una sección de libros para niños, con murales, juegos de trivia y herramientas multimedia. Tiene más de 150 000 libros y 2500 videos disponibles para préstamo. Hay una cafetería en la planta baja y la biblioteca está equipada con numerosos sofás y bancos para uso del público. Otras instalaciones incluyen estaciones multimedia, estaciones de servicio de bricolaje y publicaciones de música equipadas con auriculares.

### The Necessary Stage
The Needed Stage fue el primer grupo artístico que el Consejo Nacional de las Artes de Singapur (NAC) alojó en un edificio comunitario con un club comunitario. La medida fue parte del Plan de Vivienda Artística de la NAC que ofrecía ubicaciones alternativas a los grupos artísticos además de los viejos edificios vacíos, en línea con el plan de PA de reempaquetar sus clubes comunitarios como espacios de moda de usos múltiples. Las instalaciones de 672 m² de The Needed Stage en el sótano del edificio comunitario eran aproximadamente tres veces el tamaño de sus antiguas instalaciones en Cairnhill Arts Center, que no tenían un espacio de teatro adecuado para producciones. Las instalaciones del grupo de artes cuentan con una "Caja Negra", un teatro sin escenario con asientos flexibles. El NAC invirtió 2.1 millones de dólares en costos de construcción para la unidad en Marine Parade, que incluye un vestíbulo y la Black Box de 120 asientos.

## Arquitectura
En general, la forma arquitectónica del Marine Parade Community Building se ha descrito como un "dragón", con el techo como una cresta y la obra de arte como el ojo de ese animal mitológico. Las rejillas horizontales en el bloque de la biblioteca se consideraban las aletas de la cola del dragón, una bestia auspiciosa en la cultura china.

### Diseño
Ubicado junto a los bloques de apartamentos de la Junta de Vivienda y Desarrollo de la Urbanización Marine Parade, el Marine Parade Community Building podría verse como un intento de involucrar a la comunidad en general. Se planeó que las actividades del edificio comunitario se superpusieran y se fusionaran, como un destino único para toda la familia. La rica congruencia de los múltiples programas del edificio se expresa arquitectónicamente como un collage de diversos elementos. El edificio fue diseñado por una firma de arquitectura local, William Lim Associates, que adoptó un enfoque pluralista posmoderno, expresado a través de una multiplicidad de materiales y formas.

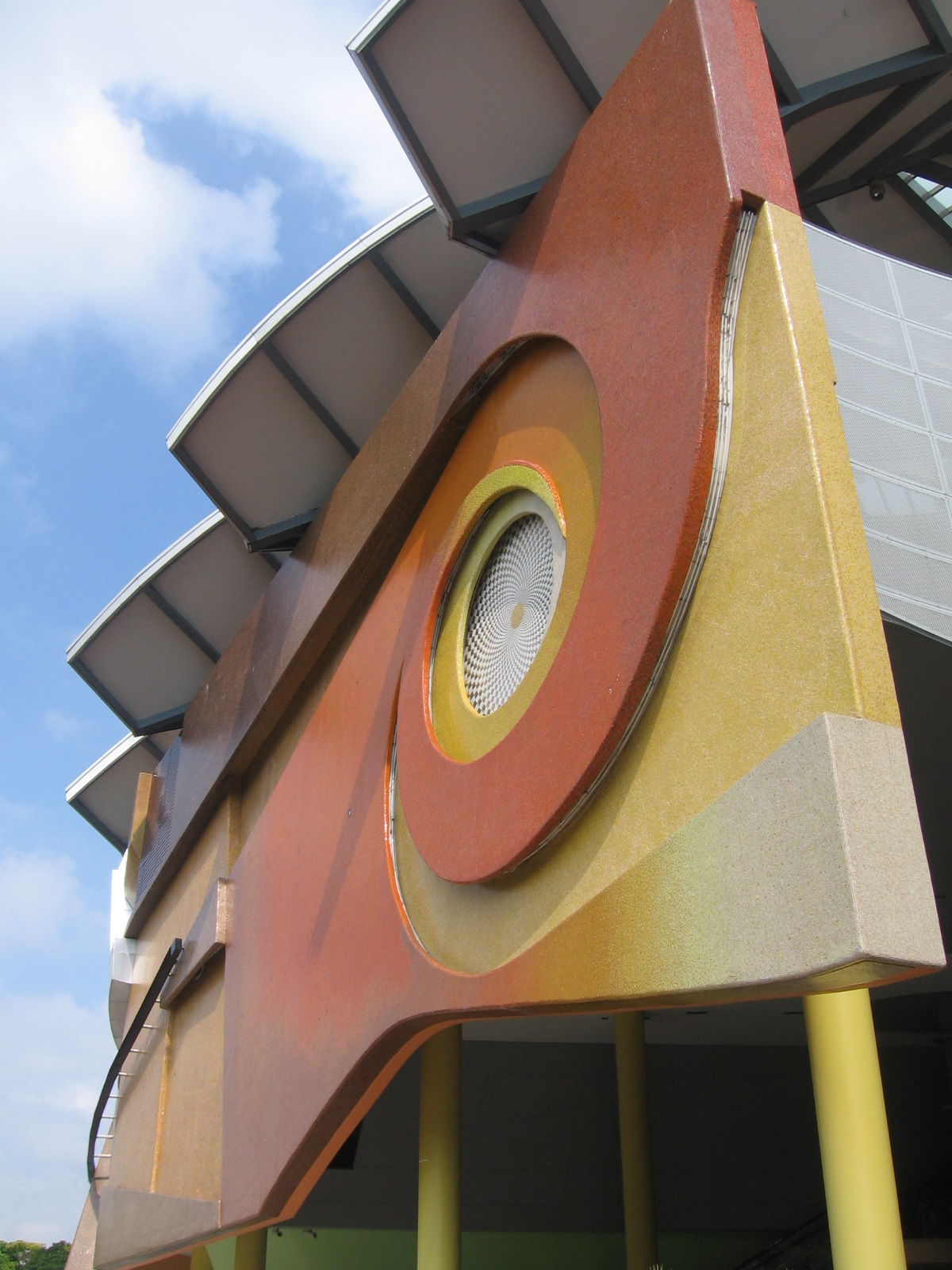
La pieza central del mural, que es la obra de arte de instalación más grande de Singapur, se asemeja a un enorme ojo humano.

El edificio de la comunidad está revestido con un enorme mural, una obra de arte encargada por el arquitecto tailandés Surachai Yeamsiri. El mural es la obra de arte de instalación más grande de Singapur, mide 63 por 12 metros y cubre la fachada curva del edificio comunitario que mira hacia el norte y el este. Llamada la "textura de la vida", la obra de arte hizo uso de una variedad de materiales como vidrio y madera. La pieza central de la obra de arte se asemeja a un enorme ojo humano enyesado en una pared, formado por pequeños mosaicos dispuestos mediante un diseño asistido por computadora.
La obra abstracta de Surachai fue la ganadora en el concurso de diseño Art on Wall, organizado por el Comité de Gestión del Club Comunitario Marine Parade en 1998. Un panel de jueces internacionales eligió el diseño ganador de un total de 66 entradas enviadas por artistas, arquitectos y diseñadores de todo el sudeste asiático, incluidas 40 entradas de Singapur. Dirigido por el historiador de arte local T. K. Sabapathy, el panel consideró que la obra ganadora reflejaba mejor los temas del concurso de dinamismo, interacción, fusión y armonía. El mural se instaló en la fachada curva del edificio comunitario a un costo de 50 000 dólares singapurenses.

### Otras características
El bloque de la biblioteca está revestido predominantemente de vidrio, equipado con aletas horizontales, en su fachada con la carretera principal. El café al aire libre tenía una fachada a la calle y se extendía hacia el patio delantero compartido. El techo del edificio comunitario se asemeja a las hojas de una palmera y cubre la cancha de baloncesto de la azotea del club comunitario. La ubicación de la cancha en el nivel del techo fue una desviación de la norma, ya que en otros centros comunitarios entonces, la cancha de baloncesto ocupaba espacio en la planta baja.

## Otras lecturas
- «Creative Solutions: Co-locating different uses». Urban Redevelopment Authority. 2002. Archivado desde el original el 3 de septiembre de 2007. Consultado el 26 de septiembre de 2007.